# Hållnäs socken
Hållnäs socken i norra Uppland ingick i Olands härad, ingår sedan 1974 i Tierps kommun och motsvarar från 2016 Hållnäs distrikt.
Socknens areal är 235,08 kvadratkilometer varav 228,02 land. År 2000 fanns här 1 210 invånare.  Orterna Fagerviken, Fågelsundet och Vavd samt kyrkbyn Edvalla (Hållnäs) med sockenkyrkan Hållnäs kyrka ligger i socknen.   

## Administrativ historik
Hållnäs socken har medeltida ursprung.
Vid kommunreformen 1862 övergick socknens ansvar för de kyrkliga frågorna till Hållnäs församling och för de borgerliga frågorna bildades Hållnäs landskommun.  Landskommunen uppgick 1974 i Tierps kommun. Församlingen uppgick 2006 i Hållnäs-Österlövsta församling.
1 januari 2016 inrättades distriktet Hållnäs, med samma omfattning som församlingen hade 1999/2000.  
Socknen har tillhört län, fögderier, tingslag och domsagor enligt vad som beskrivs i artikeln Olands härad. De indelta båtsmännen tillhörde Norra Roslags 1:a båtsmanskompani.
Hållnäs socken (Medeltid) Omfattning: Hållnäs jordebokssocken har i medeltids- och UH-materialet samma omfattning som den nuvarande socknen (1950) med undantag av byarna Göksnåre, Kuggböle, Nyböle och Årböle som då tillhörde Valö jordebokssocken men Hållnäs kyrksocken. Dessa byar överfördes till Hållnäs även i kameralt avseende efter 1583 men före 1593. Kyrkby: Edvalla. (UH = Upplands handlingar,  i KA (Kammararkivet) från 1922 ingående i Riksarkivet.)

## Geografi
Hållnäs socken ligger på halvön Hållnäs och kringliggande öar med Öregrundsgrepen i öster och Lövstabukten i nordväst. Socknen är en flack skogsbygd med inslag av odlingsbygd.
Längst i norr ligger Björns fyr och något längre österut finns Rödhälls naturreservat. På den nordvästra kusten ligger naturreservatet Kapplasse med märkliga stenformationer.
Bland Hållnäs-kustens många större och mindre hamnar märks främst (räknat från väster mot öster) Fagerviken, Sikhjälma fiskehamn (Marskär), Fågelsundet, Klungsten, Gudinge, Ängskär och Skaten.

## Fornlämningar
Från bronsåldern finns ett fåtal stensättningar. Från järnåldern finns 20 gravfält. Två runstenar är funna. I byn Kärven hittades 1954 den medeltida Kärvenskatten.

Österlövsta och Hållnäs sockens gemensamma vapen 1653-1681.

## Namnet
Namnet skrevs 1312 Holdanes. Förleden kommer ursprungligen från ett önamn, Huld (Hållen) '(ön) som döljer' troligen syftande på ett undangömt hamnläge. Namnets tolkning blir då 'näset mot ön Hållen' eller 'näset där byn Hållen ligger'.